# Lesley Downer
Lesley Downer (* 1949 in London) ist eine britische Journalistin, Schriftstellerin und Japan-Expertin.

## Leben
Lesley Downer lebte lange Zeit in Japan und wurde dort sogar zur Geisha ausgebildet. Neben ihrer Tätigkeit für britische Zeitungen und Fernsehsender verfasst sie Sachbücher und Romane.

## Werke
- Die Brüder Tsutsumi: die Geschichte der reichsten Familie Japans. Heyne, München 1997, ISBN 3-453-12607-6.
- Geishas: von der Kunst, einen Kimono zu binden. Goldmann, München 2002, ISBN 3-442-15143-0.
- Die letzte Konkubine: Roman. Bertelsmann, München 2008, ISBN 978-3-570-00986-4.
- Die Kurtisane und der Samurai: Roman. Bertelsmann, München 2011, ISBN 978-3-570-10085-1.
- Die Tochter des Samurai: Roman. Bertelsmann, München 2013, ISBN 978-3-570-10158-2.